# Tét
za francosko reko glej Têt
Tét je mesto na Madžarskem, ki upravno spada pod podregijo Téti Županije Győr-Moson-Sopron.